# Tirreno-Adriatico 2022
De Tirreno-Adriatico 2022 was de 57e editie van deze Italiaanse etappekoers. De wedstrijd maakte deel uit van de UCI World Tour 2022. Titelhouder was de Sloveen Tadej Pogačar die zichzelf wist op te volgen.

## Deelnemende ploegen
Er mochten dit jaar vierentwintig ploegen deelnemen van organisator RSC; achttien ploegen rechtstreeks uit de UCI World Tour en vijf via wildcards van het ProContinentale niveau: Alpecin-Fenix, Drone Hopper-Androni Giocattoli, Bardiani-CSF-Faizanè, EOLO-Kometa, Arkéa Samsic en Team TotalEnergies. Zij verschenen met elk zeven renners aan de start wat het deelnemersveld tot 168 bracht.

## Etappe-overzicht
| Etappe | Datum    | Start - Finish                                      | Afstand | Type                | Winnaar        | Klassementsleider |
| ------ | -------- | --------------------------------------------------- | ------- | ------------------- | -------------- | ----------------- |
| 1      | 7 maart  | Lido di Camaiore – Lido di Camaiore                 | 13,9 km | Individuele tijdrit | Filippo Ganna  | Filippo Ganna     |
| 2      | 8 maart  | Camaiore – Sovicille                                | 219 km  | Heuvelrit           | Tim Merlier    | Filippo Ganna     |
| 3      | 9 maart  | Murlo – Terni                                       | 170 km  | Heuvelrit           | Caleb Ewan     | Filippo Ganna     |
| 4      | 10 maart | Cascata delle Marmore – Bellante                    | 202 km  | Heuvelrit           | Tadej Pogačar  | Tadej Pogačar     |
| 5      | 11 maart | Sefro – Fermo                                       | 155 km  | Heuvelrit           | Warren Barguil | Tadej Pogačar     |
| 6      | 12 maart | Apecchio - Carpegna                                 | 215 km  | Bergrit             | Tadej Pogačar  | Tadej Pogačar     |
| 7      | 13 maart | San Benedetto del Tronto – San Benedetto del Tronto | 159 km  | Heuvelrit           | Phil Bauhaus   | Tadej Pogačar     |

## Etappe-uitslagen

### 1e etappe
| Lido di Camaiore - Lido di Camaiore (13,9 km) |                   |                         |        |
| Plaats                                        | Naam              | Ploeg                   | Tijd   |
| 1                                             | Filippo Ganna     | INEOS Grenadiers        | 15'17" |
| 2                                             | Remco Evenepoel   | Quick Step-Alpha Vinyl  | + 11"  |
| 3                                             | Tadej Pogačar     | UAE Team Emirates       | + 18"  |
| 4                                             | Kasper Asgreen    | Quick Step-Alpha Vinyl  | + 24"  |
| 5                                             | Alex Dowsett      | Israel-Premier Tech     | + 25"  |
| 6                                             | Thymen Arensman   | Team DSM                | + 28"  |
| 7                                             | Tobias Ludvigsson | Groupama-FDJ            | + 32"  |
| 8                                             | Jos van Emden     | Team Jumbo-Visma        | + 33"  |
| 9                                             | Mikkel Bjerg      | UAE Team Emirates       | + 39"  |
| 10                                            | Matteo Sobrero    | Team BikeExchange Jayco | z.t.   |

| Algemeen klassement |                   |                         |        |
| Plaats              | Naam              | Ploeg                   | Tijd   |
| Blauwe trui         | Filippo Ganna     | INEOS Grenadiers        | 15'17" |
| 2                   | Remco Evenepoel   | Quick Step-Alpha Vinyl  | + 11"  |
| 3                   | Tadej Pogačar     | UAE Team Emirates       | + 18"  |
| 4                   | Kasper Asgreen    | Quick Step-Alpha Vinyl  | + 24"  |
| 5                   | Alex Dowsett      | Israel-Premier Tech     | + 25"  |
| 6                   | Thymen Arensman   | Team DSM                | + 28"  |
| 7                   | Tobias Ludvigsson | Groupama-FDJ            | + 32"  |
| 8                   | Jos van Emden     | Team Jumbo-Visma        | + 33"  |
| 9                   | Mikkel Bjerg      | UAE Team Emirates       | + 39"  |
| 10                  | Matteo Sobrero    | Team BikeExchange Jayco | z.t.   |

### 2e etappe
| Camaiore – Sovicille (219 km) |                  |                         |          |
| Plaats                        | Naam             | Ploeg                   | Tijd     |
| Winnaar                       | Tim Merlier      | Alpecin-Fenix           | 5u25'23" |
| 2                             | Olav Kooij       | Team Jumbo-Visma        | z.t.     |
| 3                             | Kaden Groves     | Team BikeExchange Jayco | z.t.     |
| 4                             | Peter Sagan      | Team TotalEnergies      | z.t.     |
| 5                             | Simone Consonni  | Cofidis                 | z.t.     |
| 6                             | Phil Bauhaus     | Bahrain Victorious      | z.t.     |
| 7                             | Davide Ballerini | Quick Step-Alpha Vinyl  | z.t.     |
| 8                             | Giacomo Nizzolo  | Israel-Premier Tech     | z.t.     |
| 9                             | Jacopo Guarnieri | Groupama-FDJ            | z.t.     |
| 10                            | Andrea Vendrame  | AG2R-Citroën            | z.t.     |

| Algemeen klassement |                   |                         |          |
| Plaats              | Naam              | Ploeg                   | Tijd     |
| Blauwe trui         | Filippo Ganna     | INEOS Grenadiers        | 5u40'40" |
| 2                   | Remco Evenepoel   | Quick Step-Alpha Vinyl  | + 11"    |
| 3                   | Tadej Pogačar     | UAE Team Emirates       | + 17"    |
| 4                   | Kasper Asgreen    | Quick Step-Alpha Vinyl  | + 24"    |
| 5                   | Alex Dowsett      | Israel-Premier Tech     | + 25"    |
| 6                   | Thymen Arensman   | Team DSM                | + 28"    |
| 7                   | Tobias Ludvigsson | Groupama-FDJ            | + 32"    |
| 8                   | Jos van Emden     | Team Jumbo-Visma        | + 33"    |
| 9                   | Matteo Sobrero    | Team BikeExchange Jayco | + 39"    |
| 10                  | Lawson Craddock   | EF Education-EasyPost   | z.t.     |

### 3e etappe
| Murlo – Terni (170 km) |                  |                    |          |
| Plaats                 | Naam             | Ploeg              | Tijd     |
| Winnaar                | Caleb Ewan       | Lotto Soudal       | 4u07'24" |
| 2                      | Arnaud Démare    | Groupama-FDJ       | z.t.     |
| 3                      | Olav Kooij       | Team Jumbo-Visma   | z.t.     |
| 4                      | Nacer Bouhanni   | Arkéa Samsic       | z.t.     |
| 5                      | Tim Merlier      | Alpecin-Fenix      | z.t.     |
| 6                      | Pascal Ackermann | UAE Team Emirates  | z.t.     |
| 7                      | Phil Bauhaus     | Bahrain Victorious | z.t.     |
| 8                      | Simone Consonni  | Cofidis            | z.t.     |
| 9                      | Elia Viviani     | INEOS Grenadiers   | z.t.     |
| 10                     | Matteo Moschetti | Trek-Segafredo     | z.t.     |

| Algemeen klassement |                   |                         |          |
| Plaats              | Naam              | Ploeg                   | Tijd     |
| Blauwe trui         | Filippo Ganna     | INEOS Grenadiers        | 9u48'04" |
| 2                   | Remco Evenepoel   | Quick Step-Alpha Vinyl  | + 11"    |
| 3                   | Tadej Pogačar     | UAE Team Emirates       | + 14"    |
| 4                   | Kasper Asgreen    | Quick Step-Alpha Vinyl  | + 24"    |
| 5                   | Alex Dowsett      | Israel-Premier Tech     | + 25"    |
| 6                   | Thymen Arensman   | Team DSM                | + 28"    |
| 7                   | Tobias Ludvigsson | Groupama-FDJ            | + 32"    |
| 8                   | Jos van Emden     | Team Jumbo-Visma        | + 33"    |
| 9                   | Matteo Sobrero    | Team BikeExchange Jayco | + 39"    |
| 10                  | Lawson Craddock   | EF Education-EasyPost   | z.t.     |

### 4e etappe
| Cascata delle Marmore – Bellante (202 km) |                    |                        |          |
| Plaats                                    | Naam               | Ploeg                  | Tijd     |
| Winnaar                                   | Tadej Pogačar      | UAE Team Emirates      | 4u48'39" |
| 2                                         | Jonas Vingegaard   | Team Jumbo-Visma       | + 2"     |
| 3                                         | Victor Lafay       | Cofidis                | z.t.     |
| 4                                         | Remco Evenepoel    | Quick Step-Alpha Vinyl | z.t.     |
| 5                                         | Giulio Ciccone     | Trek-Segafredo         | + 5"     |
| 6                                         | Tao Geoghegan Hart | INEOS Grenadiers       | z.t.     |
| 7                                         | Enric Mas          | Movistar Team          | z.t.     |
| 8                                         | Wilco Kelderman    | BORA-hansgrohe         | z.t.     |
| 9                                         | Mikel Landa        | Bahrain Victorious     | z.t.     |
| 10                                        | Jai Hindley        | BORA-hansgrohe         | z.t.     |

| Algemeen klassement |                    |                        |           |
| Plaats              | Naam               | Ploeg                  | Tijd      |
| Blauwe trui         | Tadej Pogačar      | UAE Team Emirates      | 14u36'47" |
| 2                   | Remco Evenepoel    | Quick Step-Alpha Vinyl | + 9"      |
| 3                   | Filippo Ganna      | INEOS Grenadiers       | + 21"     |
| 4                   | Thymen Arensman    | Team DSM               | + 36"     |
| 5                   | Tao Geoghegan Hart | INEOS Grenadiers       | + 43"     |
| 6                   | Jonas Vingegaard   | Team Jumbo-Visma       | + 45"     |
| 7                   | Miguel Ángel López | Astana Qazaqstan       | + 50"     |
| 8                   | Marc Soler         | UAE Team Emirates      | + 56"     |
| 9                   | Richie Porte       | INEOS Grenadiers       | + 1'02"   |
| 10                  | Wilco Kelderman    | BORA-hansgrohe         | + 1'04"   |

### 5e etappe
| Sefro – Fermo (155 km) |                  |                        |          |
| Plaats                 | Naam             | Ploeg                  | Tijd     |
| Winnaar                | Warren Barguil   | Arkéa Samsic           | 3u39'53" |
| 2                      | Xandro Meurisse  | Alpecin-Fenix          | + 10"    |
| 3                      | Simone Velasco   | Astana Qazaqstan       | + 14"    |
| 4                      | Nélson Oliveira  | Movistar Team          | + 15"    |
| 5                      | Richie Porte     | INEOS Grenadiers       | + 26"    |
| 6                      | Tadej Pogačar    | UAE Team Emirates      | + 28"    |
| 7                      | Jonas Vingegaard | Team Jumbo-Visma       | z.t.     |
| 8                      | Enric Mas        | Movistar Team          | z.t.     |
| 9                      | Remco Evenepoel  | Quick Step-Alpha Vinyl | z.t.     |
| 10                     | Jai Hindley      | BORA-hansgrohe         | z.t.     |
|                        |                  |                        |          |
| 18                     | Thymen Arensman  | Team DSM               | + 35"    |

| Algemeen klassement |                    |                        |           |
| Plaats              | Naam               | Ploeg                  | Tijd      |
| Blauwe trui         | Tadej Pogačar      | UAE Team Emirates      | 18u17'08" |
| 2                   | Remco Evenepoel    | Quick Step-Alpha Vinyl | + 9"      |
| 3                   | Thymen Arensman    | Team DSM               | + 43"     |
| 4                   | Jonas Vingegaard   | Team Jumbo-Visma       | + 45"     |
| 5                   | Miguel Ángel López | Astana Qazaqstan       | + 1'00"   |
| 6                   | Richie Porte       | INEOS Grenadiers       | z.t.      |
| 7                   | Tao Geoghegan Hart | INEOS Grenadiers       | + 1'02"   |
| 8                   | Jai Hindley        | BORA-hansgrohe         | + 1'06"   |
| 9                   | Enric Mas          | Movistar Team          | + 1'11"   |
| 10                  | Wilco Kelderman    | BORA-hansgrohe         | + 1'14"   |

### 6e etappe
| Apecchio – Carpegna (215 km) |                  |                        |          |
| Plaats                       | Naam             | Ploeg                  | Tijd     |
| Winnaar                      | Tadej Pogačar    | UAE Team Emirates      | 5u28'57" |
| 2                            | Jonas Vingegaard | Team Jumbo-Visma       | + 1'03"  |
| 3                            | Mikel Landa      | Bahrain Victorious     | z.t.     |
| 4                            | Richie Porte     | INEOS Grenadiers       | + 1'34"  |
| 5                            | Damiano Caruso   | Bahrain Victorious     | + 1'49"  |
| 6                            | Jai Hindley      | BORA-hansgrohe         | z.t.     |
| 7                            | Thibaut Pinot    | Groupama-FDJ           | z.t.     |
| 8                            | Giulio Ciccone   | Trek-Segafredo         | + 2'23"  |
| 9                            | Peio Bilbao      | Bahrain Victorious     | z.t.     |
| 10                           | Thymen Arensman  | Team DSM               | z.t.     |
|                              |                  |                        |          |
| 13                           | Remco Evenepoel  | Quick Step-Alpha Vinyl | + 4'01"  |

| Algemeen klassement |                  |                        |           |
| Plaats              | Naam             | Ploeg                  | Tijd      |
| Blauwe trui         | Tadej Pogačar    | UAE Team Emirates      | 23u45'55" |
| 2                   | Jonas Vingegaard | Team Jumbo-Visma       | + 1'52"   |
| 3                   | Mikel Landa      | Bahrain Victorious     | + 2'33"   |
| 4                   | Richie Porte     | INEOS Grenadiers       | + 2'44"   |
| 5                   | Jai Hindley      | BORA-hansgrohe         | + 3'05"   |
| 6                   | Thymen Arensman  | Team DSM               | + 3'16"   |
| 7                   | Damiano Caruso   | Bahrain Victorious     | + 3'20"   |
| 8                   | Thibaut Pinot    | Groupama-FDJ           | + 3'37"   |
| 9                   | Peio Bilbao      | Bahrain Victorious     | + 3'51"   |
| 10                  | Giulio Ciccone   | Trek-Segafredo         | + 4'03"   |
|                     |                  |                        |           |
| 11                  | Remco Evenepoel  | Quick Step-Alpha Vinyl | + 4'20"   |

### 7e etappe
| San Benedetto del Tronto – San Benedetto del Tronto (159 km) |                      |                                    |          |
| Plaats                                                       | Naam                 | Ploeg                              | Tijd     |
| Winnaar                                                      | Phil Bauhaus         | Bahrain Victorious                 | 3u39'58" |
| 2                                                            | Giacomo Nizzolo      | Israel-Premier Tech                | z.t.     |
| 3                                                            | Kaden Groves         | Team BikeExchange Jayco            | z.t.     |
| 4                                                            | Davide Cimolai       | Cofidis                            | z.t.     |
| 5                                                            | Alberto Dainese      | Team DSM                           | z.t.     |
| 6                                                            | Alexander Kristoff   | Intermarché-Wanty-Gobert Matériaux | z.t.     |
| 7                                                            | Edvald Boasson Hagen | Team TotalEnergies                 | z.t.     |
| 8                                                            | Olav Kooij           | Team Jumbo-Visma                   | z.t.     |
| 9                                                            | Arnaud Démare        | Groupama-FDJ                       | z.t.     |
| 10                                                           | Matteo Moschetti     | Trek-Segafredo                     | z.t.     |
|                                                              |                      |                                    |          |
| 11                                                           | Tim Merlier          | Alpecin-Fenix                      | z.t.     |

## Klassementenverloop
| Etappe       | Winnaar        | Algemeen klassement · | Puntenklassement · | Bergklassement · | Jongerenklassement · | Ploegenklassement ·    |
| ------------ | -------------- | --------------------- | ------------------ | ---------------- | -------------------- | ---------------------- |
| 1            | Filippo Ganna  | Filippo Ganna         | Filippo Ganna      | niet uitgereikt  | Remco Evenepoel      | Quick Step-Alpha Vinyl |
| 2            | Tim Merlier    | Filippo Ganna         | Filippo Ganna      | Davide Bais      | Remco Evenepoel      | Quick Step-Alpha Vinyl |
| 3            | Caleb Ewan     | Filippo Ganna         | Tim Merlier        | Davide Bais      | Remco Evenepoel      | Quick Step-Alpha Vinyl |
| 4            | Tadej Pogačar  | Tadej Pogačar         | Tadej Pogačar      | Quinn Simmons    | Tadej Pogačar        | INEOS Grenadiers       |
| 5            | Warren Barguil | Tadej Pogačar         | Tadej Pogačar      | Quinn Simmons    | Tadej Pogačar        | Bahrain Victorious     |
| 6            | Tadej Pogačar  | Tadej Pogačar         | Tadej Pogačar      | Quinn Simmons    | Tadej Pogačar        | Bahrain Victorious     |
| 7            | Phil Bauhaus   | Tadej Pogačar         | Tadej Pogačar      | Quinn Simmons    | Tadej Pogačar        | Bahrain Victorious     |
| 0Eindstanden | 0Eindstanden   | Tadej Pogačar         | Tadej Pogačar      | Quinn Simmons    | Tadej Pogačar        | Bahrain Victorious     |

## Eindklassementen
| Plaats      | Naam             | Ploeg                  | Tijd      |
| ----------- | ---------------- | ---------------------- | --------- |
| Blauwe trui | Tadej Pogačar    | UAE Team Emirates      | 27u25'53" |
| 2           | Jonas Vingegaard | Team Jumbo-Visma       | + 1'52"   |
| 3           | Mikel Landa      | Bahrain-Victorious     | + 2'33"   |
| 4           | Richie Porte     | INEOS Grenadiers       | + 2'44"   |
| 5           | Jai Hindley      | BORA-hansgrohe         | + 3'05"   |
| 6           | Thymen Arensman  | Team DSM               | + 3'16"   |
| 7           | Damiano Caruso   | Bahrain Victorious     | + 3'20"   |
| 8           | Thibaut Pinot    | Groupama-FDJ           | + 3'37"   |
| 9           | Peio Bilbao      | Bahrain Victorious     | + 3'51"   |
| 10          | Giulio Ciccone   | Trek-Segafredo         | + 7'45"   |
|             |                  |                        |           |
| 11          | Remco Evenepoel  | Quick Step-Alpha Vinyl | + 4'20"   |

| Plaats    | Naam             | Ploeg                  | Punten |
| --------- | ---------------- | ---------------------- | ------ |
| Rode trui | Tadej Pogačar    | UAE Team Emirates      | 44     |
| 2         | Jonas Vingegaard | Team Jumbo-Visma       | 24     |
| 3         | Phil Bauhaus     | Bahrain Victorious     | 21     |
|           |                  |                        |        |
| 4         | Olav Kooij       | Team Jumbo-Visma       | 21     |
| 5         | Remco Evenepoel  | Quick Step-Alpha Vinyl | 19     |

| Plaats      | Naam             | Ploeg             | Berg |
| ----------- | ---------------- | ----------------- | ---- |
| Groene trui | Quinn Simmons    | Trek-Segafredo    | 35   |
| 2           | Tadej Pogačar    | UAE Team Emirates | 25   |
| 3           | Jonas Vingegaard | Team Jumbo-Visma  | 15   |
|             |                  |                   |      |
| 8           | Xandro Meurisse  | Alpecin-Fenix     | 9    |

| Plaats     | Naam            | Ploeg                  | Jongeren  |
| ---------- | --------------- | ---------------------- | --------- |
| Witte trui | Tadej Pogačar   | UAE Team Emirates      | 27u25'53" |
| 2          | Thymen Arensman | Team DSM               | + 3'16"   |
| 3          | Remco Evenepoel | Quick Step-Alpha Vinyl | + 4'20"   |

1966 · 1967 · 1968 · 1969 · 1970 · 1971 · 1972 · 1973 · 1974 · 1975 · 1976 · 1977 · 1978 · 1979 · 1980 · 1981 · 1982 · 1983 · 1984 · 1985 · 1986 · 1987 · 1988 · 1989 · 1990 · 1991 · 1992 · 1993 · 1994 · 1995 · 1996 · 1997 · 1998 · 1999 · 2000 · 2001 · 2002 · 2003 · 2004 · 2005 · 2006 · 2007 · 2008 · 2009 · 2010 · 2011 · 2012 · 2013 · 2014 · 2015 · 2016 · 2017 · 2018 · 2019 · 2020 · 2021 · 2022 · 2023 · 2024· 2025
Ronde van de Verenigde Arabische Emiraten ·
Omloop Het Nieuwsblad ·
Strade Bianche ·
Parijs-Nice · 
Tirreno-Adriatico · 
Milaan-San Remo ·
Ronde van Catalonië ·
Driedaagse Brugge-De Panne ·
E3 Saxo Bank Classic ·
Gent-Wevelgem ·
Dwars door Vlaanderen ·
Ronde van Vlaanderen ·
Ronde van het Baskenland ·
Amstel Gold Race ·
Parijs-Roubaix ·
Waalse Pijl ·
Luik-Bastenaken-Luik ·
Ronde van Romandië ·
Eschborn-Frankfurt ·
Ronde van Italië ·
Critérium du Dauphiné ·
Ronde van Zwitserland ·
Ronde van Frankrijk ·
Clásica San Sebastián ·
Ronde van Polen ·
BEMER Cyclassics ·
Bretagne Classic ·
Benelux Tour ·
Ronde van Spanje ·
GP van Quebec · 
GP van Montreal · 
Ronde van Lombardije ·
Ronde van Guangxi ·